# Резолюция Совета Безопасности ООН 1019
Резолюция Совета Безопасности Организации Объединённых Наций 1019 (код — S/RES/1019), принятая 9 ноября 1995 года, подтвердив все резолюции по ситуации в бывшей Югославии, ссылаясь на резолюции 1004 (1995) и 1010 (1995) по ситуации в Республике Боснии и Герцеговине и на резолюцию 1009 (1995) по ситуации в Республике Хорватии, Совет обсудил нарушения в области международного гуманитарного права.
Советом Безопасности ООН было выражено сожаление по поводу невыполнения боснийской сербской стороной ранее принятых резолюций. Это подтверждалось поступавшими сообщениями, в том числе и от Генерального секретаря ООН, о нарушениях прав человека, массовых убийствах, незаконных задержаниях, принудительном труде, изнасилованиях и депортации в Сребренице, Баня-Луке и Сански-Мосте. К тому же от ОООНВД и гуманитарных учреждений ООН поступали сообщения о поджогах домов, грабежах и убийствах в бывших секторах «Запад», «Север» и «Юг» в Республике Хорватии.
Советом были осуждены действия боснийской сербской стороны в части необеспечения беспрепятственного доступа представителей Международного комитета Красного Креста к перемещённым лицам и заключенным.
Все нарушения международного гуманитарного права и прав человека в бывшей Югославии подверглись осуждению и было выдвинуто требование о немедленном разрешение доступа к перемещённым лицам, заключенным и пропавшим без вести. В дополнение требовалось уважение прав и обеспечение безопасности перемещённых лиц, а также их освобождение и закрытие всех лагерей для задержанных в Боснии и Герцеговине.
К хорватскому правительству было выдвинуто требование об обеспечении прекращения нарушений прав человека, уважение прав сербского населения, наказание виновных в любых нарушениях, а также требовалось не устанавливать никаких ограничений в отношении сроков возвращения беженцев.
Совет Безопасности потребовал от всех стран, особенно расположенных на территории бывшей Югославии, сотрудничать с Международным уголовным трибуналом по бывшей Югославии, учрежденным резолюцией 827 (1993). Сторонам конфликта было дано указание не уничтожать, не изменять, не скрывать и не повреждать свидетельства нарушений международного гуманитарного права.
Генерального секретаря ООН Бутроса Бутроса-Гали попросили продолжать регулярно информировать Совет Безопасности о складывающейся в регионе ситуации.